# 12-метровий радіотелескоп Аризонської радіообсерваторії
12-метровий радіотелескоп Аризонської радіообсерваторії (ARO12m або KP12m) — це параболічний радіотелескоп діаметром 12 м, розташований на горі Кітт-Пік, приблизно за 100 км від Тусона в Аризоні.

## Історія
Перша антена була побудована в 1967 році під егідою Національної радіоастрономічної обсерваторії. Вона мала діаметр 11 м (36 футів) і була відома як 36-футовий телескоп. У 1984 році його відремонтували, дещо збільшивши антену. Відповідно, назву змінили на 12-метровий телескоп.
У 2000 році Національна радіоастрономічна обсерваторія передала управління телескопом Університету Аризони, який вже з 1992 року експлуатував субміліметровий телескоп на горі Грем. Коли він узяв на себе експлуатацію 12-метрового радіотелескопа, він створив Аризонську радіообсерваторію, яка входить до складу Стюардівської обсерваторії в коледжі наук Університету Аризони і зараз керує обома радіотелескопами.
У 2013 році всю антену та кріплення замінили на прототип антени ALMA, який містився в Нью-Мексико. Нова антена має такий самий розмір (12 метрів), але набагато кращу точність поверхні (що дозволяє використовувати її на коротших хвилях), а також точніше кріплення з кращою точністю наведення.

## Технічні характеристики
Характеристики телескопа наведені в таблиці:
| Діаметр первинного рефлектора | 12,0 м                                       | 12,0 м                                       | 12,0 м                                       |
| Фокусне співвідношення (f/D)  | Головний фокус = 0,4, кассегренівський = 8,0 | Головний фокус = 0,4, кассегренівський = 8,0 | Головний фокус = 0,4, кассегренівський = 8,0 |
| Точність поверхні             | Краще ніж 60 мкм                             | Краще ніж 60 мкм                             | Краще ніж 60 мкм                             |
| Кріплення                     | Альт-азимутальне                             | Альт-азимутальне                             | Альт-азимутальне                             |
| Швидкість руху                | 6,0°/хв                                      | 6,0°/хв                                      | 6,0°/хв                                      |
| Точність наведення            | 2"                                           | 2"                                           | 2"                                           |
| Межа висоти                   | 3°                                           | 3°                                           | 3°                                           |
| Корпус                        | Рухомий радіокупол                           | Рухомий радіокупол                           | Рухомий радіокупол                           |

## Наукові результати
12-метровий радіотелескоп має значні досягнення в міліметровій молекулярній астрономії — вивченні молекул у космосі за допомогою молекулярної спектроскопії на міліметрових довжинах хвиль. Багато молекул, виявлених в міжзоряному середовищі, були відкриті саме тут.